# Echinolaophonte gladiator
Echinolaophonte gladiator är en kräftdjursart. Echinolaophonte gladiator ingår i släktet Echinolaophonte och familjen Laophontidae. Inga underarter finns listade i Catalogue of Life.